# Edmund Pacholski
Edmund Pacholski (ur. 30 października 1914 w Linden, zm. 10 lutego 2004 w Poznaniu), dziennikarz.

## Życiorys
W 1934 roku został absolwentem Gimnazjum im. Tadeusza Kościuszki w Jarocinie. W 1938 roku został absolwentem Wydziału Prawno-Ekonomicznego w Poznaniu. We wrześniu tego samego roku odbył służbę wojskową w Szkole Podchorążych Rezerwy Artylerii we Włodzimierzu Wołyńskim. W czerwcu 1939 roku otrzymał przydział do 7 dywizjonu Artylerii Konnej w Poznaniu. Z jednostką brał udział w kampanii wrześniowej w walkach nad Bzurą w Puszczy Kampinoskiej oraz w obronie Warszawy. Był internowany w Twierdzy poznańskiej przez Niemców. 10 października uciekł przebywając najpierw w Poznaniu, a następnie uciekając do Generalnego Gubernatorstwa. Do poznania powrócił w marcu 1945 roku. Pracował w Zarządzie miejskim. W latach 1945–1948 był zastępcą naczelnika, a następnie od 1948 naczelnikiem Wydziału Aprowizacji Handlu i Przemysłu. W maju 1948 roku został naczelnikiem Wydziału Prasy i Propagandy Międzynarodowych Targów Poznańskich. W październiku 1949 roku rozpoczął pracę w Rozgłośni Polskiego Radia w Poznaniu.
Był wieloletnim sprawozdawcą sportowym Rozgłośni Polskiego Radia w Poznaniu. Specjalizował się w prowadzeniu relacji z boisk piłkarskich, a także walk bokserskich, wyścigów kolarskich oraz rywalizacji lekkoatletów. Został pochowany na Cmentarzu Junikowskim w Poznaniu